# 马丁·奈特
马丁·奈特（英語：Martin Knight，1983年12月28日—），新西兰男子壁球运动员。他曾代表新西兰参加2006年、2010年和2014年英联邦运动会壁球比赛，其中2010年英联邦运动会获得一枚银牌。